# Последний вариант
«Последний вариант» (иер. трад. 飛虎雄心, упр. 飞虎雄心, кант.-рус.: Фэй ху сюн синь, англ. The Final Option) — гонконгский боевик 1994 года, режиссёр Гордон Чан. Главные роли в фильме исполнили Майкл Вон, Кам-Чонг Юнг, Кармен Ли, Винди Чан и Пауэр Чан.
Картина получила пять номинаций на 14-й Гонконгской кинопремии.

## Сюжет
Молодой полицейский Хо Чи Вай (Кам-Чонг Юнг) становится свидетелем того, как его напарника убивают грабители. После этого случая Чи Вай принимает решение вступить в отряд специального назначения, сформированный по инициативе правительства. Тренировкой бойцов занимается опытный офицер Стоун (Майкл Вон). В отряде Чи Вай становится совершенно новым человеком, преодолевая все трудности и невзгоды, которые попадаются на его пути.

## В ролях
- Майкл Вон — Стоун Вон
- Кам-Чонг Юнг — Хо Чи Вай
- Кармен Ли — Мэй Ли
- Винди Чан — Уинди
- Пауэр Чан — Бонд
- Кен Кот — Кен
- Пол Фонорофф[англ.] — комиссар безопасности США
- Люк Ман-Вай — Фрэнки
- Джозеф Чунг — Джо
- Майкл Лам — Чинг
- Уэйн Лай[англ.] — регулировщик дорожного движения
- Эмо Чунг[англ.] — полицейский

## Награды и номинации
| Награды                     | Награды                           | Награды              | Награды   |
| Кинопремия                  | Категория                         | Лауреат / претендент | Результат |
| --------------------------- | --------------------------------- | -------------------- | --------- |
| 14-я Гонконгская кинопремия | Лучший фильм                      | Последний вариант    | Номинация |
| 14-я Гонконгская кинопремия | Лучшая режиссёрская работа        | Гордон Чан           | Номинация |
| 14-я Гонконгская кинопремия | Лучшая мужская роль второго плана | Пауэр Чан            | Номинация |
| 14-я Гонконгская кинопремия | Лучший новый актёр                | Кам-Чонг Юнг         | Номинация |
| 14-я Гонконгская кинопремия | Лучший монтаж                     | Чан Ки-Хоп           | Номинация |